# Warialda
Warialda est une petite ville australienne située dans le comté de Gwydir en Nouvelle-Galles du Sud.

## Géographie
Warialda est située sur les rives du Warialda Creek dans la région des North West Slopes au nord-est de la Nouvelle-Galles du Sud, à 590 km au nord de Sydney. Elle est traversée par la Gwydir Highway.

## Histoire
Les habitants originels de la région sont les Aborigènes Weraerai. Le nom Warialda signifie « lieu du miel sauvage ». En 1827, le botaniste Allan Cunningham est le premier Européen à visiter la région. Le premier établissement permanent remonte à 1837 et la localité voit le jour dix ans plus tard. Devenue une municipalité en 1900, Warialda est réunie en 1924 avec le comté de Yallaroi dont elle est le chef-lieu jusqu'en 2004, date à laquelle elle est intégrée au comté de Gwydir.

## Démographie
En 2016, la population s'élevait à 1 590 habitants.

## Personnalités
Warialda est le lieu de naissance d'Elizabeth Kenny (1880-1952) et d'Olive Rose Fitzhardinge (1881–1956), créatrice de roses